# Krowica Hołodowska
Krowica Hołodowska (w latach 1977–1981 Krowica Lubaczowska) – wieś w Polsce, położona w województwie podkarpackim, w powiecie lubaczowskim, w gminie Lubaczów.
W II Rzeczypospolitej wieś w powiecie lubaczowskim województwa lwowskiego. W latach 1943–1945 nacjonaliści ukraińscy z OUN-UPA zamordowali tutaj w różnych okolicznościach 42 Polaków.
W latach 1954–1972 wieś należała i była siedzibą władz gromady Krowica Hołodowska. W latach 1975–1998 wieś administracyjnie należała do województwa przemyskiego.
Wierni Kościoła rzymskokatolickiego należą do parafii Przemienienia Pańskiego w Krowicy Samej.

## Części wsi
| SIMC    | Nazwa              | Rodzaj     |
| ------- | ------------------ | ---------- |
| 0606145 | Cetynia Hołodowska | przysiółek |
| 0606151 | Głodówka           | przysiółek |
| 0606139 | Mielniki           | część wsi  |

Pod okupacją hitlerowską siedziba gminy Krowica.